# Mihail Ier Suțu
Pour les articles homonymes, voir Famille Soutzo.
Mihail Ier Suțu en roumain, Michalis Soutsos en grec ou Michel Soutzo (né en 1730 et mort en 1803) est un prince Phanariote qui, après avoir été au service du gouvernement ottoman, devient Hospodar de Valachie de 1783 à 1786 et de 1791 à 1792, de Moldavie de 1793 à 1795 et à nouveau de Valachie en 1801 et 1802. 

## Contexte
La monarchie est élective dans les principautés roumaines de Moldavie et de Valachie, comme en Pologne voisine. Le souverain (voïvode, hospodar ou domnitor selon les époques et les sources) est élu par (et souvent parmi) les boyards, puis agréé par les Ottomans : pour être nommé, régner et se maintenir, il s'appuie sur les partis de boyards et fréquemment sur les puissances voisines, habsbourgeoise, russe et surtout turque, car jusqu'en 1859 les deux principautés sont vassales et tributaires de la « Sublime Porte ». Le candidat au trône devait ensuite "amortir ses investissements" par sa part sur les taxes et impôts, verser en outre le tribut aux Ottomans, payer ses mercenaires et s'enrichir néanmoins. Pour cela, un règne d'un semestre au moins était nécessaire, mais la "concurrence" était rude, certains princes ne parvenaient pas à se maintenir assez longtemps sur le trône, et devaient ré-essayer. Cela explique le "jeu des chaises musicales" sur les trônes, la brièveté de beaucoup de règnes, les règnes interrompus et repris, et parfois les règnes à plusieurs (co-princes). Quant au gouvernement, il était assuré par les ministres et par le Sfat domnesc (conseil des boyards).
Concernant le tribut aux Turcs, la vassalité des principautés roumaines envers l'Empire ottoman ne signifie pas, comme le montrent par erreur beaucoup de cartes historiques, qu'elles soient devenues des provinces turques et des pays musulmans. Seuls quelques petits territoires moldaves et valaques sont devenus ottomans : en 1422 la Dobrogée au sud des bouches du Danube, en 1484 la Bessarabie alors dénommée Boudjak, au nord des bouches du Danube (ce nom ne désignait alors que les rives du Danube et de la mer Noire), en 1538 les rayas de Brăila alors dénommée Ibrahil et de Tighina alors dénommée Bender, et en 1713 la raya de Hotin. Le reste des principautés de Valachie et Moldavie (y compris la Moldavie entre Dniestr et Prut qui sera appelée Bessarabie en 1812, lors de l'annexion russe) ont conservé leurs propres lois, leur religion orthodoxe, leurs boyards, princes, ministres, armées et autonomie politique (au point de se dresser plus d'une fois contre le Sultan ottoman). Les erreurs cartographiques et historiques sont dues à l'ignorance ou à des simplifications réductrices.

## Biographie
Mihail Ier Suțu est le fils cadet de Constantin « Dracul » Suțu (pendu par les Turcs en 1757), grand Logothète du prince Constantin Mavrocordato et de Maria, une fille de Ioan, le fils du prince Antonie Ruset. Le surnom de « Dracul » (le diable) de son père ne vient pas de la dynastie des Basarab dont fait partie Vlad "Dracula l'Empaleur", mais d'un ancêtre qui, dans les combats contre les Turcs, se battait comme un diable (dracul). 
Comme plusieurs autres membres de sa famille, il est élevé à la « Sublime Porte » c'est-à-dire la cour du sultan de l’Empire ottoman au service duquel il commence sa carrière comme Grand Drogman de 1782 à 1783. Il est désigné successeur de Nicolas Caradja en tant qu'Hospodar de Valachie en juillet 1783.
L’année de son avènement, l’Empire russe annexe le Khanat de Crimée, vassal l’Empire ottoman. Le gouvernement turc est préoccupé par cette perte et par les progrès territoriaux de l’empire d'Autriche qui s'empare en 1775 de la Bucovine molodave. Afin de s'assurer de la fidélité des Hospodars des principautés roumaines face à ces appétits, le Sultan ottoman proclame par un « Hattichérif » de 1784 que les Hospodars roumains ne seront plus destitués tant qu’ils ne donneront pas des signes évidents d’insubordination.
Le prince Mihail Ier Suțu, protégé par le firman ci-dessus et par l’attitude bienveillante de la Russie à son égard, règne paisiblement, multipliant écoles et hôpitaux, lorsqu’il est renversé en mars 1786 par un grec non Phanariote, Nikólaos Mavrogénis, le Drogman de l’Amirauté, qui est un client de l’Amiral Hassan-Pacha.
Mihail Suțu est rétabli sur son trône de mars 1791 à décembre 1792 après l'exécution de Nikólaos Mavrogénis. Il est transféré en Moldavie de décembre 1792 à avril 1795, puis il règne enfin de nouveau sur la Valachie d’octobre 1801 à mai 1802. Il meurt en 1803.

## Union et postérité
De son union avec Sevastia Kallimachis, la fille du prince Jean-Théodore Kallimachis, il laisse :
- Grégoire Suțu (1761-mort le 8 août 1836), père du prince Mihail II Șuțu ;
- Mariora, épouse de Iacovos Argyropoulos (1774-1850), Grand Drogman de 1812 à 1817 ;
- Alexandre-Michel (1781- exécuté en octobre 1807), Grand Drogman en 1807.